# Popova Luka
Popova Luka je malá vesnice v opčině Janjina v Chorvatsku, v Dubrovnicko-neretvanské župě. V roce 2001 žilo v obci 40 obyvatel v 16 obydlených domech. Leží na hlavní regionální silnici poloostrova Pelješac D414 mezi sídly Pijavičino a Janjina.

## Pamětihodnosti
Hlavní památkou obce je kostel Nejsvětější Trojice.

## Galerie

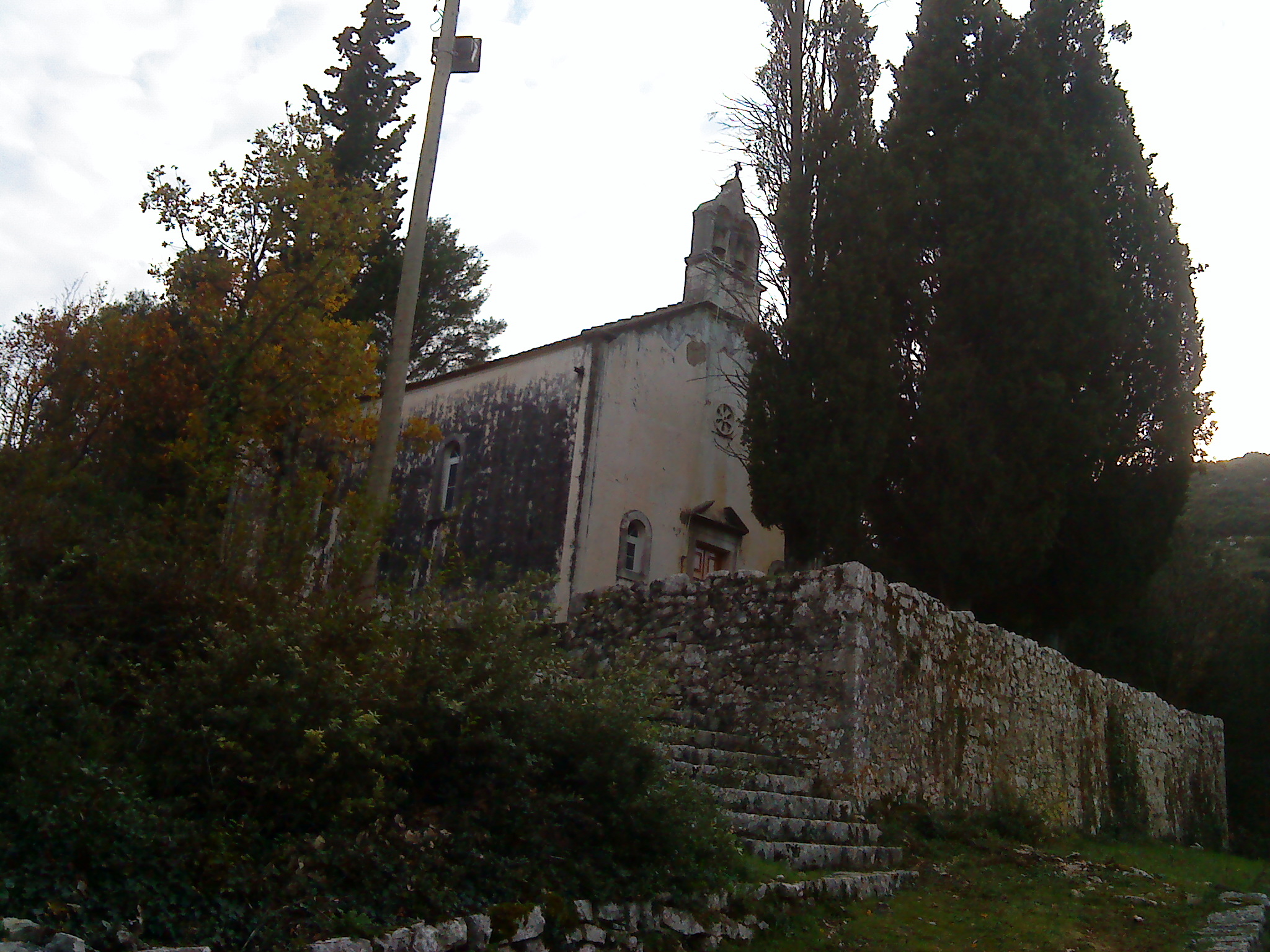
Popova Luka – Crkva sv. Trojstva
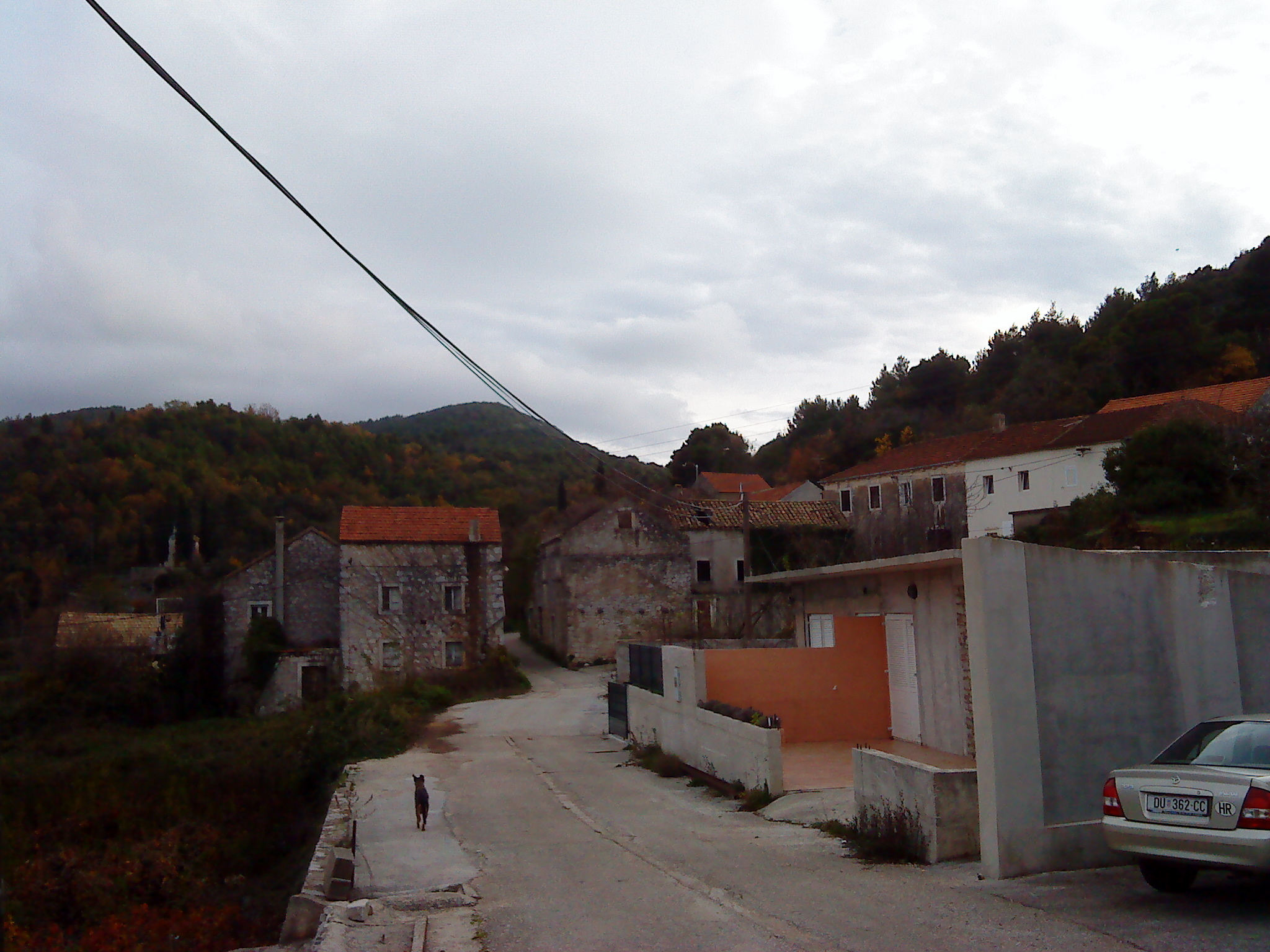
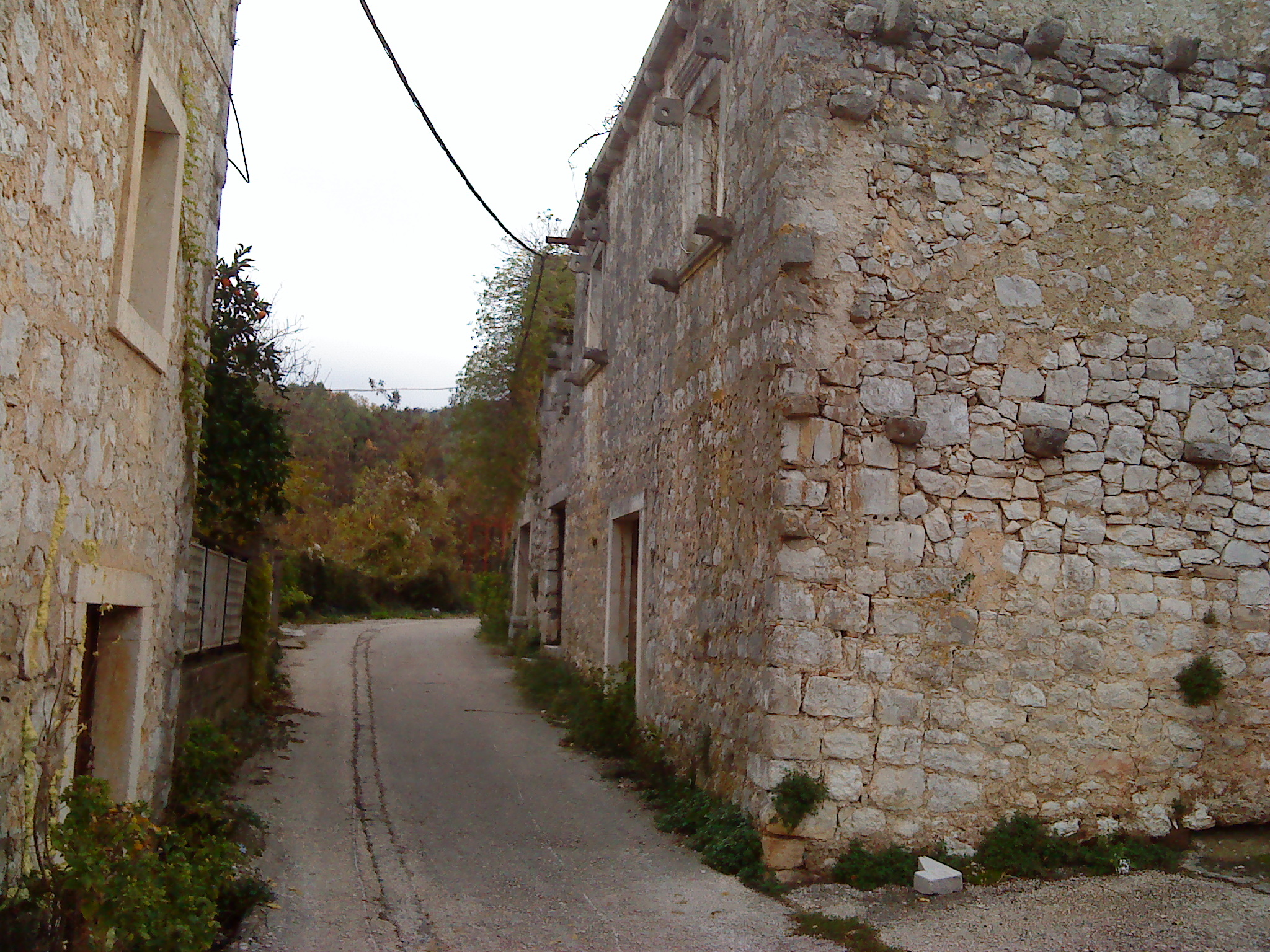
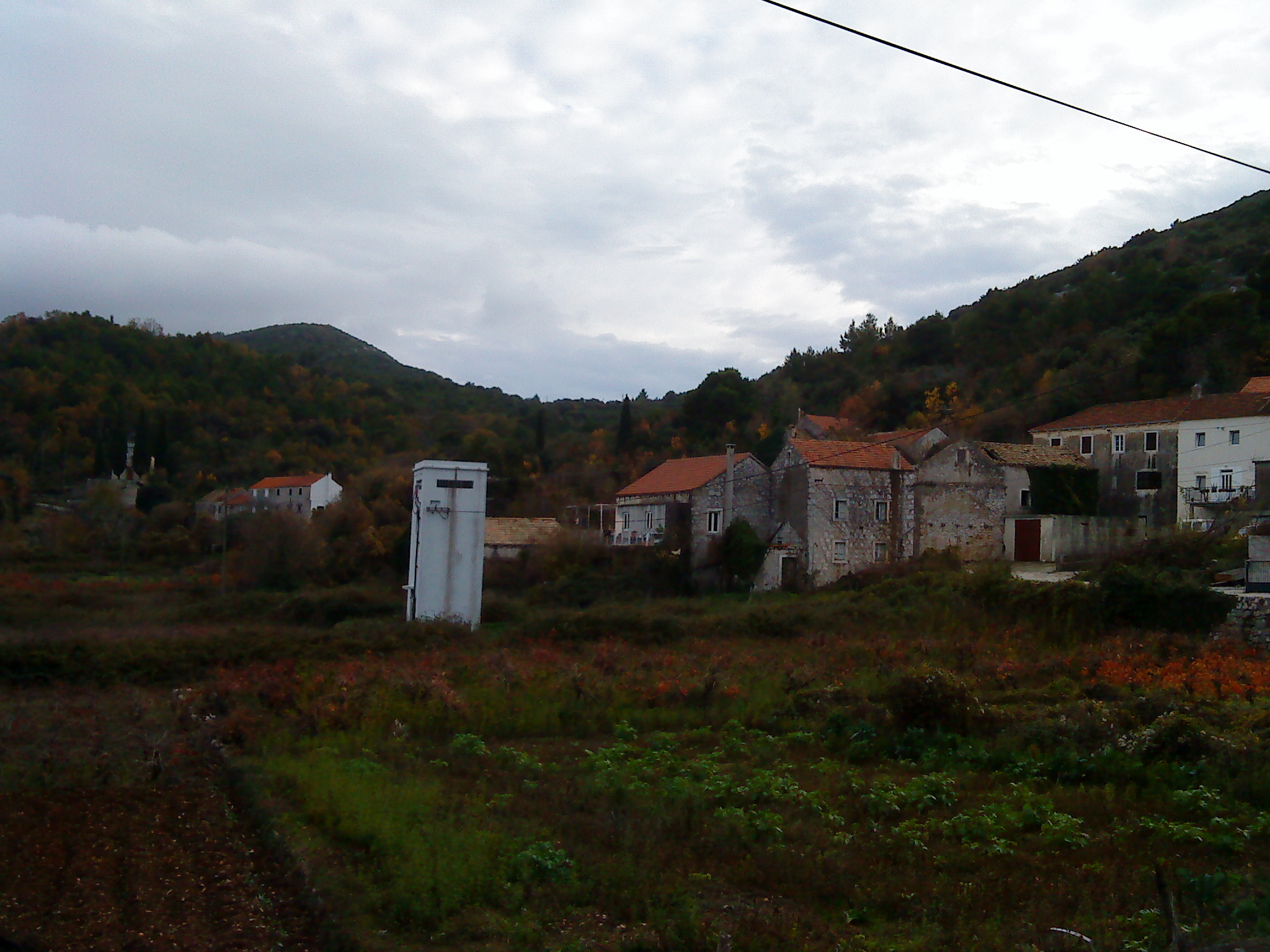
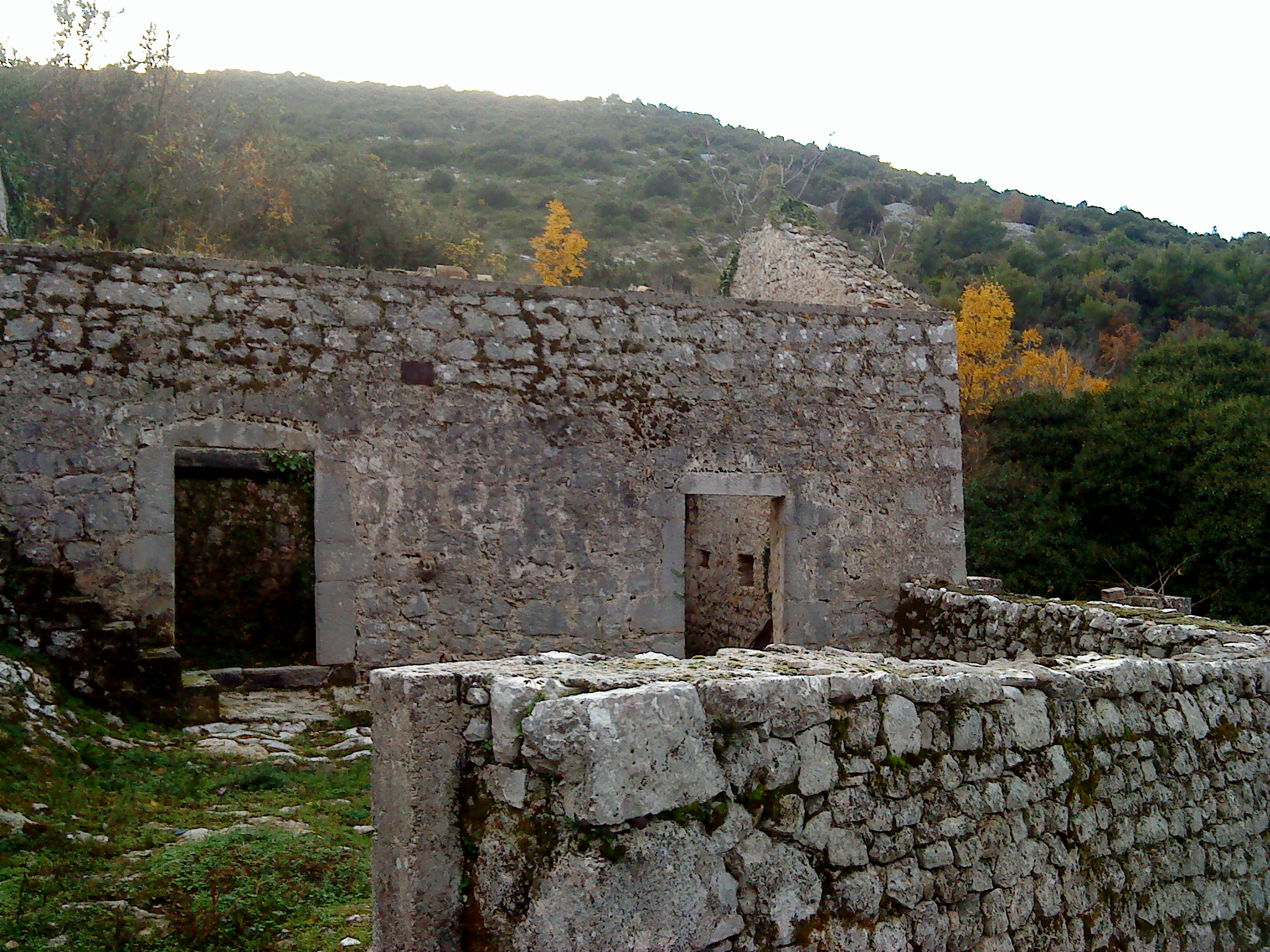